# Abies pinsapo
Abies pinsapo, el pinsapo, es una especie perteneciente a la familia Pinaceae y de distribución restringida a la Serranía de Ronda y de Cádiz sistema montañoso situado en el extremo meridional de la península ibérica.

## Descripción

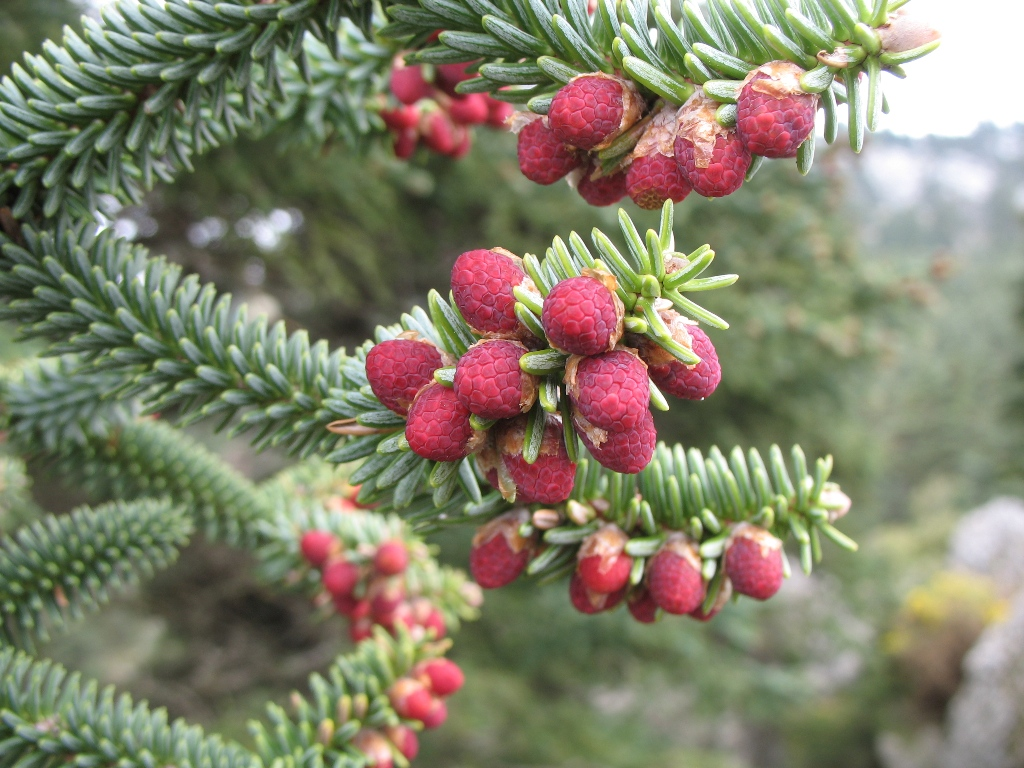
Conos masculinos

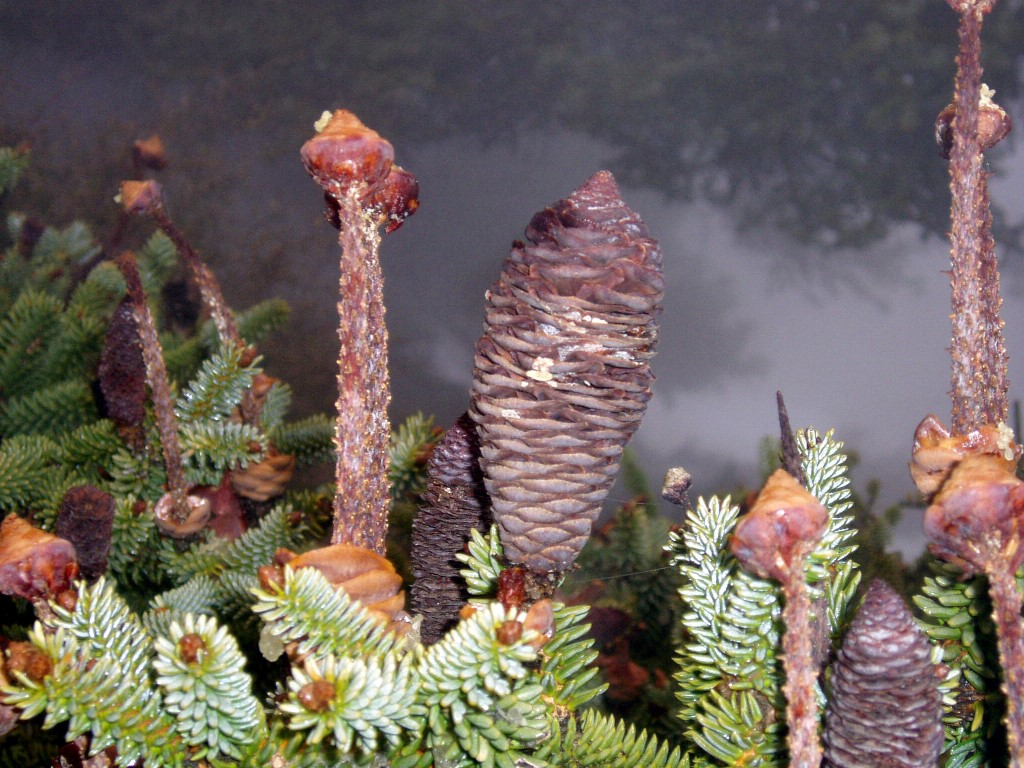
Conos femeninos

Es un árbol de hasta 30 m de altura, de porte elegante y piramidal, que en algunos ejemplares viejos se torna retorcido o dividido en varios brazos (al ejemplar que presenta varios brazos se le denomina «pinsapo candelabro»). Se caracteriza por una corteza fina, de color gris claro, y con grietas oscuras de poca profundidad en los ejemplares maduros.

Las ramas del pinsapo se disponen en verticilos que decrecen en longitud a medida que se acercan al ápice.

Tiene hojas gruesas, rígidas y punzantes, de sección subcuadrangular, de color verde oscuro y con bandas estomáticas blancas apreciables en ambas caras. Tienden a disponerse de forma helicoidal sobre las ramillas.

Conos masculinos en la periferia de la copa, de color rojo púrpura, excepcionalmente amarillos.
Piñas grandes, cilíndricas, sentadas y erectas, situadas en la parte superior de la copa. La piña madura es lisa (la escama tectriz inclusa queda oculta en el estróbilo por las escamas seminíferas), a diferencia de la piña de A. alba en que las escamas tectrices sobresalen como un pequeño filamento entre las escamas seminíferas. Cuando maduran, se deshacen para liberar los piñones, dejando caer al suelo unas piezas con dos escamas pegadas (tectriz y seminífera).
La madera del pinsapo es blanda, con algo de resina y pobres características mecánicas, por lo que, unido a las dificultades de su aprovechamiento, no se utiliza en ninguna actividad concreta con profusión, aunque en tiempos pasados se le dio alguna utilidad dentro de la industria del papel. Es en lo ornamental donde el pinsapo adquiere su mayor valor, debido a sus características estéticas de porte y color.

## Distribución y hábitat
El hábitat natural de esta especie se localiza en Andalucía, en el sur de la península ibérica.
Las principales poblaciones aparecen en varios puntos del sistema montañoso conocido como Serranía de Ronda, en el extremo occidental de la cordillera Bética, en las provincias de Málaga y Cádiz. La mayor parte de los pinsapares rondeños se encuentran en áreas protegidas: Parque nacional de la Sierra de las Nieves y Paraje Natural de los Reales de Sierra Bermeja, en la provincia de Málaga, y Parque Natural Sierra de Grazalema, en la provincia de Cádiz. La mayor población natural de pinsapos se encuentra en la Sierra de las Nieves, con masas que suman en total más de 2000 ha (hectáreas).

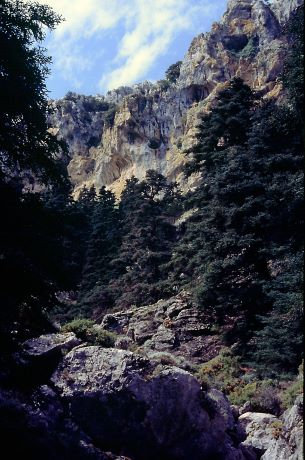
Ejemplares centenarios de pinsapos en la Sierra de las Nieves, Málaga.

El pinsapo se presenta como reliquia de los bosques de coníferas terciarios. Es un endemismo estricto de la Serranía de Ronda, estando emparentado con especies norteafricanas. Se encuentra mayoritariamente en la Sierra de las Nieves (Ronda, El Burgo Tolox y Yunquera), Sierra del Pinar (parque natural de la Sierra de Grazalema) y Sierra Bermeja (Estepona, Genalguacil e Istán).
Los bosques peninsulares de esta especie se sitúan a 900-1700 m s. n. m. (metros sobre el nivel del mar). Son formaciones puras o mezcladas en menor medida con quejigos (Quercus faginea), arces (Acer monspessulanum y Acer opalus subsp. granatense) o pinos (Pinus halepensis y P. pinaster). El pinsapo requiere unas condiciones de temperatura no muy extremas, con veranos frescos e inviernos fríos, con elevadas precipitaciones en primavera y nieblas frecuentes en otoño y primavera, y una cierta humedad estival, pudiéndose clasificar este clima como submediterráneo de montaña húmedo. Los pinsapares se desarrollan con todo su esplendor en las zonas de umbría, no faltando en solanas, aunque en este caso son bosques más claros. Esta especie es indiferente al sustrato, creciendo tanto en suelos calizos como serpentiníticos (de peridotitas).
Existen algunos ejemplares protegidos, como el pinsapo de las Escaleretas, en Parauta.
Existen dos curiosas plantaciones de pinsapos, la primera fruto de una repoblación experimental, en Orcajo, pueblo de la comarca del Campo de Daroca (Provincia de Zaragoza). El bosque se sitúa en las laderas de la Sierra de Santa Cruz, a 1200 m s. n. m. (metros sobre el nivel del mar), en una zona de clima mediterráneo continental. Por otro lado, existe un segundo caso de repoblación de pinsapos, situada en el núcleo de Sierra Espuña (Espacio Protegido en Murcia). Se trata de un pequeño bosquete presente al borde del río Espuña, justo ladera abajo del Área Recreativa Fuente el Hilo. Esta repoblación se realizó a partir del año 1889 por parte del ingeniero forestal Ricardo Codorníu junto con otras especies acometiendo la restauración completa de Sierra Espuña. Actualmente, y a pesar de las condiciones climatológicas extremas para esta especie, algunos ejemplares han conseguido reproducirse, presentando un buen estado.

## Especies próximas

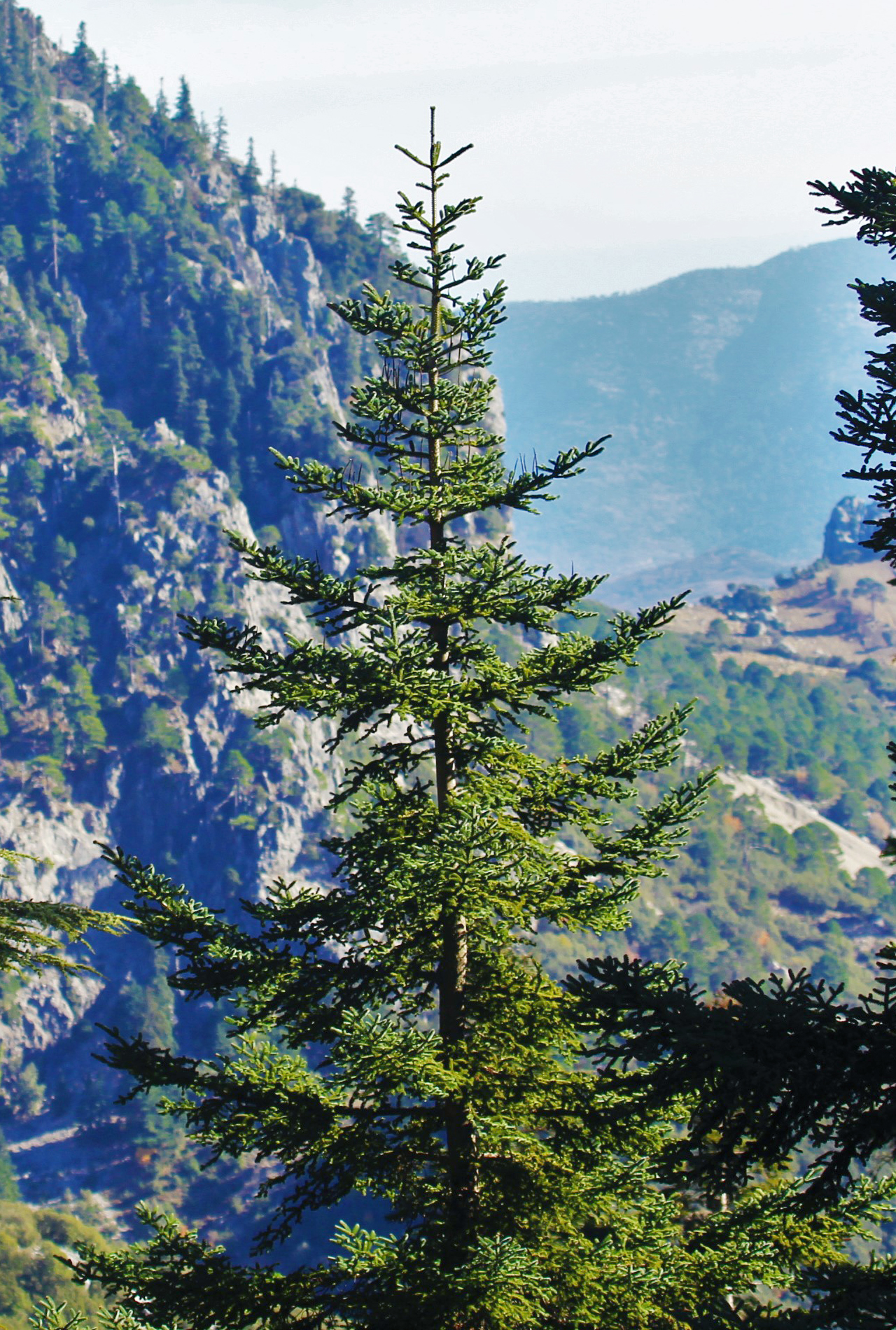
Abies marocana

La especie marroquí A. marocana, a menudo considerada una subespecie de A. pinsapo, se diferencia en que las hojas no son tan fuertemente glaucas (verde claro, con matiz ligeramente azulado) y los conos son ligeramente más largos, de 11-20 cm  de largo.
Los pinsapares marroquíes presentan un aspecto similar a los ibéricos. Forman bosques tupidos, sombreados, con poca distancia entre individuos, especialmente en rodales poco alterados por la mano del hombre o que están en proceso de regeneración. Aunque ocupan preferentemente la umbría, hay algunos bosquetes con orientación suroeste cerca de Yebel Lakraa.

Los abetos marroquíes que aparecen en el parque nacional de Talassemtane pertenecen a dos especies diferentes: A. marocana (echnouch, snuber o abeto del Rif) y A. tazaotana (abeto de Tazaot), de distribución más restringida. Algunos autores las consideraban subespecies o variedades de A. pinsapo, pero los últimos estudios genéticos demuestran, sin lugar a dudas, que el pinsapo es una especie endémica de las serranías béticas de Cádiz y Málaga, aunque estrechamente emparentada con los abetos del Norte de Marruecos (A. maroccana y A. tazaotana).
En 2005, se censaron 3174 ha (hectáreas) ocupadas por pinsapares en la cordillera del Rif, concentrados en la dorsal calcárea del macizo de Talassemtane y el Yebel Tazaot.
Las zonas altas de Talassemtane son bioclimáticamente similares a las zonas altas del pinsapar de Grazalema (piso supramediterráneo), aunque hay una importante diferencia de altitud, siendo la cota máxima de 2150 m s. n. m. (metros sobre el nivel del mar) frente a los 1650 m s. n. m. de Grazalema. En ambos casos, las nieblas de altura por influencia del estrecho, permiten sobrellevar la sequía estival. Además, el Atlas funciona como barrera al avance sahariano. El pinsapo llega en esta cordillera hasta las cumbres, mientras que en la Sierra de las Nieves encuentra su cota máxima en los 1800 m s. n. m.
Acompañan a los abetos marroquíes otras especies como el arce de Granada, tejo, acebo, enebro de la miera, madroño, agracejo (Berberis vulgaris subsp. australis), el rascaviejas, aladierno, durillo, madreselva, peonía, adelfilla y la leguminosa endémica del Rif Argyrocytisus battandieri.

## Usos y conservación

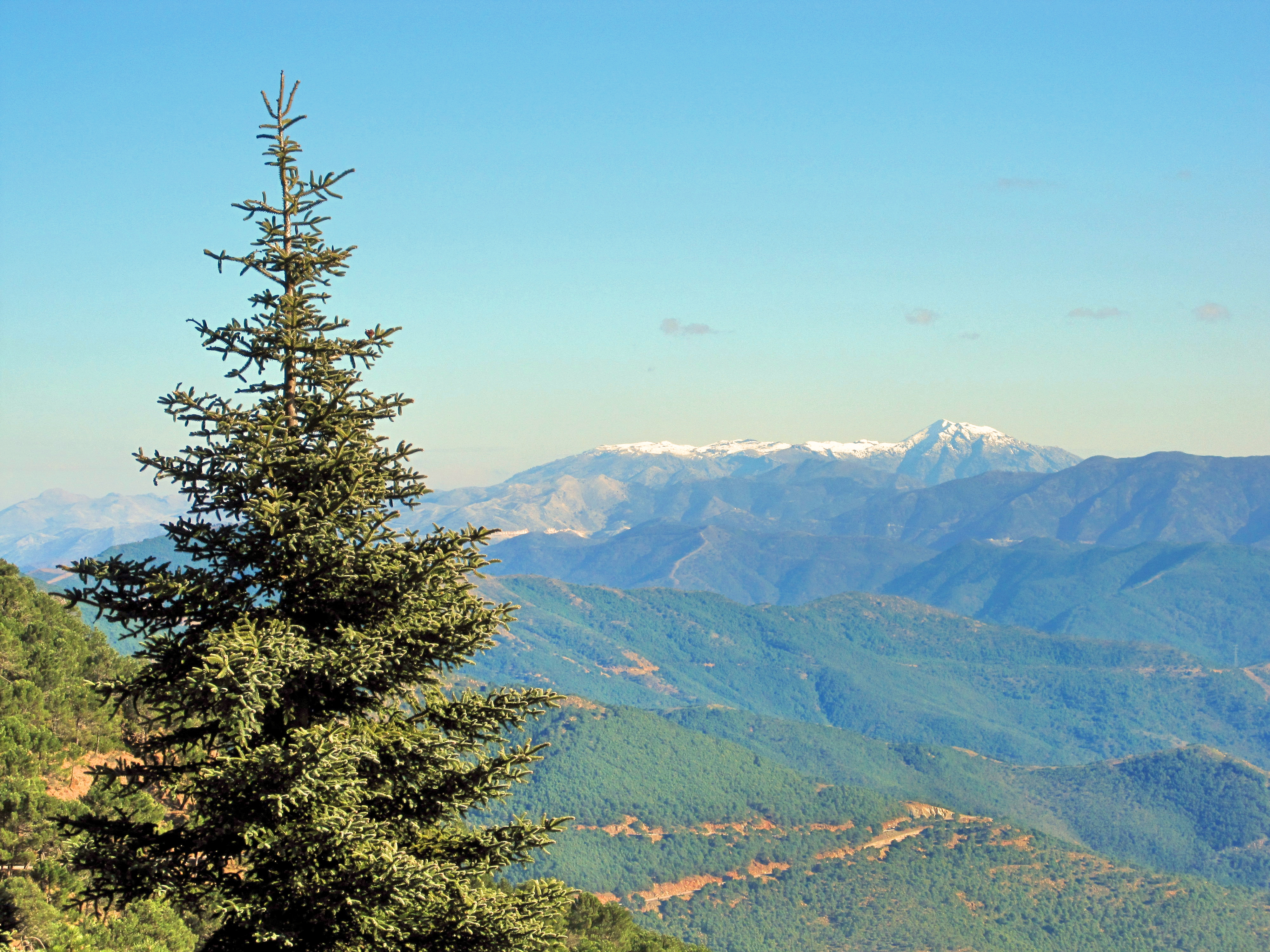
Un ejemplar en Sierra Bermeja (Provincia de Málaga)

Manuel Vázquez del Río publica en agosto de 1921 en la revista España Forestal (núm. 76, pp. 94-95) el artículo "La Sierra de Tolox". En este artículo describe la situación del pinsapo en la Sierra de las Nieves (“...Los pinsapares de Tolox y de Junquera son relativamente nuevos, y el de Tolox, a todo lo largo de la cañada de las Carnicerías, está bastante bien conservado; no puede decirse lo mismo del de Junquera, casi destrozado por las cortas continuas...”) y deja testimonio de la impotencia con la que trabajaban los forestales durante aquellos años y aboga para que "...algún día se declaren Parque Nacional las sierras de Tolox, Junquera, Ronda y Parauta".
Los trabajos forestales de recuperación del pinsapar de Yunquera se institucionalizan con el decreto de 14 de mayo de 1956 por el que se declara la utilidad pública y necesidad y urgencia de la ocupación, a efectos de su repoblación forestal, de diferentes terrenos situados en los términos municipales de El Burgo, Yunquera y Ronda, de la provincia de Málaga, para evitar que por efectos de la erosión disminuya ostensiblemente la capacidad de embalse del pantano del Conde de Guadalhorce. Tres años más tarde (1959) se firma el consorcio de parte del monte de Yunquera, que oficialmente se denomina “Monte Pinar”, con el Patrimonio Forestal del Estado; en 1.961 este consorcio se amplía a la totalidad de la superficie. En 1959 José Ángel Carrera Morales, del Patrimonio Forestal del Estado en Málaga, crea y dirige el equipo técnico encargado de los trabajos, constituido por Miguel Álvarez Calvente, Ángel Campo Morate, Juan Rodríguez de Velasco y Rodríguez y José Pino Rivera (que se incorpora en 1969).
Entre 1968 y 1983 en el monte de Yunquera se repueblan 768 hectáreas de pinsapo, se realizan claras en 340 hectáreas y desbroces y podas en 1625 hectáreas (Álvarez Calvente, 1996).  Además se construye una red de comunicación formada por 33 km de caminos de herradura y dos pistas forestales, una de 9 km, de Yunquera al pinsapar, y otra de 12 km, desde la carretera de El Burgo a la Cueva del Agua, y una red de protección contra incendios forestales formada por 14 km de fajas cortafuegos. Estas labores de repoblación y el resto de actuaciones forestales han permitido la restauración natural del pinsapo y una dinámica positiva de regeneración (Salmoral Portillo et altres, 2008).
Los pinsapares tienen un elevado valor paisajístico y científico. A pesar de la protección de que gozan estos bosques y de las repoblaciones, aún son muchas las amenazas que se ciernen sobre ellos: incendios, proyectos urbanísticos, erosión, falta de regeneración por sobrepastoreo, exceso de visitantes incontrolados, etc.
La mayor amenaza en la península ibérica son los incendios. Plagas y enfermedades pueden afectar a los pinsapares, especialmente en años de sequía en que los árboles sufren estrés, como ocurrió durante los años 1990, y se observó una mayor mortalidad asociada a la sequía por debajo de los 1100 m s. n. m. (metros sobre el nivel del mar).
En la Sierra de las Nieves, los pinsapares de los parajes conocidos como El Caucón y Puerto Saucillo están sufriendo un proceso de decaimiento debido a que la alta competencia entre árboles les hace ser más vulnerables frente a los efectos del cambio climático, especialmente las sequías. Esta vulnerabilidad es aprovechada por el hongo Heterobasidion abietinum, un hongo específico del pinsapo que aprovecha el decaimiento para generar una gran afección en estos parajes. Se producen, por tanto, huecos de mortalidad que son invadidos por matorral denso, aumentando así el riesgo de incendio al aumentar la inflamabilidad de estas zonas en condiciones típicas de verano. Sin embargo, recientemente se ha descubierta una mayor resiliencia del pinsapar a los eventos de sequía, aumentando su cobertura arbórea y actividad fotosintética en los últimos años del periodo 1985-2020. Si bien parece ser que el pinsapar puede tolerar eventos de sequía cada vez mayores, el riesgo de incendio es cada vez mayor.
En el abeto marroquí, también es el fuego la mayor amenaza, aunque también lo son la deforestación y degradación del hábitat asociadas al cultivo de Cannabis en las zonas cercanas.
Hay variedades de pinsapo de árboles enanos de crecimiento muy compacto, que admiten ser plantados en pequeños jardines, ya sea formando parte de una rocalla o vistiendo de modo permanente cualquier bancal, arriate, borde o aterrazamiento.

## Taxonomía

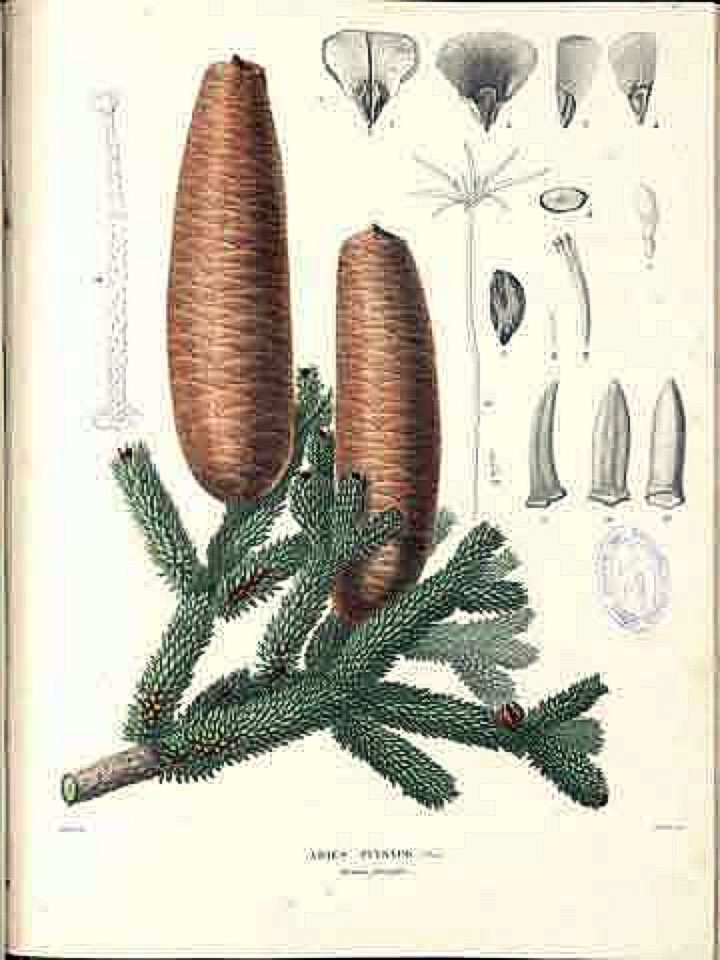
Ilustración de las piñas del pinsapo.

Abies pinsapo fue descrita por Pierre Boissier y publicada en Bibliotheque Universelle des Sciences, Belle-Lettres, et Arts,... Sciences et Arts 13: 406. 1838.

Boissier la incluyó en el tomo I de su obra Voyage botanique dans le Midi de l´Espagne ("Viaje botánico por el sur de España"), 1838.

### Etimología
Existen varias hipótesis sobre el nombre específico de este abeto. Recientemente se ha publicado la hipótesis de que se trata de un localismo geográfico originado después de la conquista de la Serranía de Ronda a finales del siglo XV, resultado de la hibridación del término latino/romance pinus y del término árabe/andalusí Šūḥ o alguna de las variantes (Šāḥ, Šāḥa o Šuāḥ), con el que los árabes/andalusíes denominaban a este árbol, apuntadas por Martínez Enamorado, López García y Becerra Parra (2013).
En 1553 aparece el primer tratado de coníferas, P. Bellonii cenomani De arboribus coniferis, resiniferis, aliis quoque nonnullis sempiterna fronde virentibus: cum earundem iconibus ad virum expressis: item de melle cedrino, cedria, agarico, resinis, & iis quae ex coniferis proficiscuntur… Su autor, Pierre Belon, dibuja y describe profusamente como árboles distintos los siguientes: cedros, enebros, thuia, sabina utraque, picea, pinus, pinaster, larix, sapinus, abies y cupressus. Todos ellos de Europa Central y de la Cuenca Mediterránea. José M. Valderas, en su artículo Gimnospermas en el renacimiento, Pierre Belon (1993), publicado en Collectanea Botanica (vol. 22), sugiere que, según la descripción y el grabado que Belon hace en el tratado, el sapinus es la Picea excelsa subsp alpestris; especie originaria de las montañas de Europa central, Alpes, Jura y Vosgos. Es probable que, con el término latino sapinus se conociera en la Roma clásica un árbol que no era ni pinus ni abies. Las diferencias entre ellos son detalladas en el tratado de Belon, donde aparecen dibujados y descritos como árboles distintos. Según esto, la primera referencia escrita conocida del término pinsapo que aparece en el Dictionarium latino hispanicum (1492) sería inexacta. En el diccionario bilingüe de Nebrija se traduce el término del latín clásico sapinus por el término «hispano» pinsapo, seguido de la aclaración «especie de pino».
Existen otras hipótesis sobre el origen terminológico de pinsapo, defendidas con anterioridad: Ceballos y Ruíz de la Torre (1979), en Árboles y arbustos, han expuesto que el término vulgar pinsapo es de Boissier, de pinus-sapinus, es decir, pino-abeto; en cambio, Calero González y Montilla Castillo (1991) consideran que el término pinsapo hace referencia a la forma de sus piñas, en árabe Zubb.
El término pinsapo, localismo de la Sierra de las Nieves, fue recogido por cronistas y geógrafos en los siglos posteriores. Como ejemplos de ello valgan los siguientes:
- En 1655, el historiador de la Orden de los carmelitas descalzos Fray Fco. de Santa María (O.C.D.) en el segundo tomo de su obra conocida como Reforma, en el capítulo LXIII, titulado Antigüedad de la Santa Iglesia de nuestra Señora de las Nieves y origen de sus ermitaños, escribe sobre la fundación del Convento de las Nieves y describe como en las encumbradas y casi inaccesibles tierras de Ronda se halla un árbol que los Serranos llaman Pinçapo que no se encuentra en ninguno otro sitio de España (...no se si en otra parte de España ay otro semejante...) y realiza la que podría ser la primera descripción documentada del pinsapo. Describe su porte (las ramas, que del comun tronco salen, crecen en manera de Cruz ... el tronco camina derecho hacia el cielo, i remata en punta, como el Cipres), su corteza (en lo mas antiguo, es de sangre descolorida: En lo tierno de los cogollos es más clara, i viva), sus hojas (son espinas, como las del Henebro), su madera (que debaxo de la corteça tiene, es blanquisima) y el uso que los ermitaños hacen de él (sacan Cruces, que mueven a devoción).[28]
- En 1789, el párroco de El Burgo, Fco. Martínez Riscos, en una carta dirigida al geógrafo Tomás López, escribe: […] una sierra llamada la de la nieve, […] poblada de arbolado de pinos y alcornoques y otra espesie que por estos paises llaman pinsapos demasiadamente gruesos y altos […]; y, por último,
- Pascual Madoz, en 1848, escribe que […] los pinos para la construcción naval en Júscar, Benahavis, Estepona, Manilva, Villanueva de Tapia [?] y Yunquera, donde se les denominan Pinzapos, […]
- En septiembre de 1809 Simón de Rojas Clemente visitó la Serranía de Ronda. Según la transcripción de Quesada Ochoa,[29] Clemente escribe en su diario de viaje que llega a Ronda procedente de Grazalema el 4 de septiembre y que el 5 de septiembre inicia la ruta hacia Tolox. "... Entramos luego en el Pinar [se refiere Simón de Rojas al Pinsapar de Ronda] en que hay algunos quejigos y todo lo demás Pinsapos. Se parecen algo estos vistos de cierta distancia al ciprés por lo obscuro de su color y por su forma cónica, bien que el cono es de base más ancha y muy poco prolongado. Sus ramas salen casi horizontales y cuelgan por la punta arqueándose algo. Aquí se crían más altos (hasta de más de 40 varas) que en el Pinar [se refiere el autor al Pinsapar de Grazalema], al parecer porque a estos del Pinar les cortan la guia de jóvenes para palas de hornos y otros usos, y los hay bastante gruesos. Uno de ellos que llaman de las 7 vigas tiene en efecto siete ramas que suben muy altas y casi iguales muy perpendiculares, partiendo en cerco y con simetría alrededor del centro del tronco que está ileso. Fenómeno hermoso, que no deja de ser notable y y que llama la atención a cuantos pasan este camino, hallándose por fortuna junto a el a la izquierda, poco antes de llegar al Puertecillo de las Ánimas". El 10 de septiembre, desde el camino de Tolox a Coín, de regreso a Málaga, realiza un bosquejo de la vista de las sierras de Tolox y Yunquera, en el que señala, sombreadas a lápiz, las zonas ocupadas por pinsapos. "...Lo señalado con lápiz es pinar de abetos".[30]

Según lo anterior, no cabe duda de que, cuando Boissier describió, clasificó taxonómicamente y dio nombre a la nueva especie como Abies pinsapo Boiss, tomó el nombre vulgar con el que este árbol era conocido en la zona.